# Einheits-Schnellzugwagen Bauart 35
Die Einheits-Schnellzugwagen Bauart 35 sind eine Serie von Schnellzugwagen, die von der Deutschen Reichsbahn-Gesellschaft ab 1935 in mehreren Serien nach einheitlichen Zeichnungen in geschweißter Ausführung beschafft wurden.

## Schnellzugwagen der Deutschen Reichsbahn
Ab 1921 entwickelte die nach dem Ersten Weltkrieg aus den Länderbahnen entstandene Deutsche Reichsbahn die ersten Einheits-Schnellzugwagen der Bauart 1922, zunächst noch mit stählernem Untergestell und Wagenkästen in Holz-Stahl-Gemischtbauweise. Die wurden wegen der charakteristischen Wagenende als Hechte bezeichnet. Die Konstruktion wurde 1926 grundlegend überarbeitet, jetzt als Ganzstahl-Konstruktion. Eine weitere Überarbeitung erfolgte mit der Bauart 1928, wiederum in genieteter Ganzstahl-Konstruktion. Diese Unterschieden sich optisch vor allem durch die eingezogenen Eingangsbereiche von der Bauart 1926. Bei diesen Wagen kam auch erstmals die Grundsätze der Austauschbauart zum Einsatz.

## Geschweißte Probewagen
Im Zeitraum 1931 bis 1934 legte die Reichsbahn ein Entwicklungsprogramm für in Schweißtechnik gefertigte Wagen auf, von denen naturgemäß nur vergleichsweise wenige Exemplare beschafft wurden. Diese Fahrzeuge glichen äußerlich weitgehend den genieteten Wagen der Bauart 28, konnten jedoch mit einer deutlich geringeren Masse aufwarten, so dass teilweise auf Drehgestelle der Bauart Görlitz III leicht zurückgegriffen werden konnte. Den Waggonherstellern wurde zur Bedingung gemacht, dass die Hauptabmessungen und die Festigkeit den genieteten Wagen entsprechen müssten, bei der Art des Schweißverfahrens ließ sie diesen jedoch freie Hand.

### Personenwagen
| Gattung DRG | Gattung DB | Sitzplätze | Anzahl | Baujahr(e) | Bemerkungen |
| AB4ü-33     |            | 8/36       | 4      | 1933       | Drehgestelle Görlitz III leicht, Waggonfabrik Wegmann, Nummernkreis 11 569 - 11 572 |
| AB4ü-34     | Bü(e)361   | 8/36       | 18     | 1935/35    | Drehgestelle Görlitz III leicht, elektrische Heizung, Waggonfabrik Gebrüder Credé, Nummernkreis 11 573 - 11 590                                                                        |
| ABC4ü-33a   |            | 4/18/40    | 4      | 1934       | Drehgestelle Görlitz III schwer, Waggonfabrik Uerdingen, Nummernkreis 14 149 - 14 152                                                                                                  |
| ABC4ü-34    |            | 4/18/40    | 6      | 1934       | Drehgestelle Görlitz III leicht, elektrische Heizung, Nummernkreis 14 190 - 14 192, 14 200 - 14 202                                                                                    |
| BC4ü-34     | AB4üe329   | 24/40      | 20     | 1934       | Drehgestelle Görlitz III leicht, elektrische Heizung, Nummernkreis 15 501 - 15 520 |
| C4ü-31      | Büe358     | 80         | 2      | 1932/33    | Drehgestelle Görlitz III schwer, ein dritter Wagen wurde zum Vergleich in genieteter Ausführung gefertigt (C4ü-28 16 518 Hannover). Waggonfabrik Wegmann, Nummernkreis 16 519 + 16 520 |
| C4ü-32a     |            | 80         | 2      | 1933       | Drehgestelle Görlitz III schwer, Waggonfabrik Linke-Hofmann-Busch, Nummernkreis 16 542 + 16 543                                                                                        |
| C4ü-32b     |            | 80         | 2      | 1934       | Drehgestelle Görlitz III leicht, Waggonfabrik Uerdingen 16 544 + 16 545 |

### Gepäckwagen
Als weitere Bauform entstanden 10 gemischte Post-Packwagen.
| Gattung DRG | Gattung DB | Ladefläche / Gewicht                      | Anzahl | Baujahr(e) | Bemerkungen |
| PwPost4ü-34 | Düe938     | Gepäckraum 18 m² / 5,7 t Postabteil 4,8 t | 10     | 1935       | Ohne Oberlicht über dem Postraum, Nummernreihe 100 021 - 100 300, drei Wagen bei der Deutschen Bundesbahn später umgebaut zu reinen Packwagen (Düe938) |

### Speisewagen
Im Jahr 1935 ließ die MITROPA zudem insgesamt zwölf Speisewagen der Gattung WR4ü-34 fertigen. Diese entsprachen den Wagen von 1928, jedoch in geschweißter Ausführung.
| Gattung DRG | Sitzplätze | Anzahl | Baujahr(e) | Bemerkungen                                                                    |
| WR4ü-34     | 42 + 2     | 12     | 1934–1935  | Drehgestelle Görlitz III schwer (geschweißt), Nummernreihe Mitropa 1076 - 1087 |

Die geschweißten Probewagen wurden von der Deutschen Bundesbahn gemeinsamen mit den genieteten Wagen der Bauart 28 in die Verwendungsgruppe 29 eingeordnet.

## Geschweißte Wagen der Bauart 35/36
Auf Grund der guten Erfahrungen mit den Probewagen beschloss die Deutsche Reichsbahn, neue Schnellzugwagen nur noch in geschweißter Ausführung zu beschaffen. Die neuen Wagen erhielten daher einen geschweißten Wagenkasten, ähnelten aber in ihren Abmessungen den Wagen der Bauart 28. Das Prinzip, eine einheitliche Länge des Wagenkastens für alle Sitzwagen festzulegen, wurde nicht eingehalten. Das etwas flacher gewölbte Dach war zum Wagenende hin, wie bei den Rheingold-Wagen, korbbogenartig nach unten gezogen und die Kanten an den Türeinzügen gerundet. An den Wagenenden wurden Windleitbleche angebracht.
Im Hinblick auf die Entscheidung, zukünftig auch die 3. Klasse mit Polstersitzen zu versehen, wurden die Abteile von 1500 bis 1600 mm auf 1700 mm verlängert. Die Abteile der 1. und 2. Kasse erhielten einheitlich eine Länge von 2294 mm.

### Personenwagen
| Gattung DRG | Gattung DB | Sitzplätze | Anzahl | Baujahr(e) | Bemerkungen |
| AB4ü-35     | Aüe308     | 8/30       | 35     | 1935       | Drehgestelle Görlitz III leicht, Nummernreihe 11 591 - 11 625 |
| ABC4ü-35    | ABüe331    | 4/12/40    | 71     | 1935–1936  | Drehgestelle Görlitz III leicht, 14 275 Probewagen mit Polstersitzen in der 3. Klasse, Nummernreihe 14 205 - 14 275                                                                 |
| ABC4ü-36    | ABüe332    | 4/12/40    | 183    | 1936–1938  | Drehgestelle Görlitz III leicht; 14 359 + 15 360 als Versuchswagen in windschnittiger Bauform mit Schiebetüren und Drehgestellen mit Rollenachslagern, Nummernreihe 14 276 - 14 458 |
| BCü-35      | ABüe330    | 18/40      | 35     | 1935–1936  | Drehgestelle Görlitz III leicht, Nummernreihe 15 521 - 15 555 |
| BC4ü-36     | ABüe333    | 18/40      | 133    | 1936–1938  | Drehgestelle Görlitz III leicht, Nummernreihe 15 556 -15 688 |
| C4ü-35      | Bü(e)362   | 72         | 170    | 1936       | Drehgestelle Görlitz III leicht, Nummernreihe 16 546 - 16 715 |
| C4ü-36      | Bü(e)363   | 72         | 822    | 1936–1939  | Drehgestelle Görlitz III leicht, Nummernreihe 16 716 - 19 189 (19 127 - 19 138 Bestellung storniert)                                                                                |

### Gepäckwagen
Bei der Konstruktion der Gepäckwagen wurden die bewährten Grundelemente der bisherigen Wagen übernommen. Die Schiebetüren lagen jetzt jedoch innen und die Dachkanzel erhielt eine neue Form, ähnlich denen der Eilzugwagen. Es waren jeweils ein Abort und zwei Hundeabteile vorgesehen.
| Gattung DRG | Gattung DB                                  | Ladefläche / Gewicht | Anzahl | Baujahr(e) | Bemerkungen |
| Pw4ü-35     | Düe 937                                     | 40 m² / 10,0 t       | 20     | 1936       | Drehgestelle Görlitz III leicht, 1937 Einbau einer Küche in 3 Wagen, 105 546 Umbau in MaschPw4ü-35/37, Nummernreihe 105 537 - 105 556                                                                                              |
| Pw4ü-36     | Düe 938, Düse939, Düe 940                   | 40 m² / 10,0 t       | 59     | 1936       | Drehgestelle Görlitz III leicht, Nummernreihe 105 557 - 105 599, 105 601 - 105 616 |
| Pw4ü-36a    | Düe 941                                     | 40 m² / 10,0 t       | 1      | 1936       | Drehgestelle Görlitz III leicht, Versuchswagen mit Stromliniendachkanzel, bei Pw4ü-37 eingeordnet, Nummernreihe 105 600 |
| Pw4ü-37     | Düe 941 Düse 942 Düe 945 Düe 946 D(Gen) 998 | 40 m² / 10,0 t       | 155    | 1937–1940  | Drehgestelle Görlitz III leicht, 105 733 Umbau zu Kraftfahrzeugtransportwagen SalonPw4ü(F)-38, Umbau von 18 Wagen zu Maschinengepäckwagen MaschPw4ü-37/39, Nummernreihe 105 617 - 105 871 (105 724 - 105-726 Bestellung storniert) |

### Schlaf- und Speisewagen
Für die MITROPA entstanden im gleichen Zeitraum Wagen der Gattungen WR4ü-35, WL4ü-37 und WLC4ü-37. Ein Speisewagen dieser Bauart gehört zum Traditions-Eilzug Zwickau.
| Gattung DRG | Gattung DB | Sitzplätze | Anzahl | Baujahr(e) | Bemerkungen |
| WR4ü-35     |            | 42 + 2     | 60     | 1935–1939  | Drehgestelle Görlitz III schwer, Wagen 1092 versuchsweiser Einbau einer elektrischen Kühlanlage, Nummernreihe Mitropa 1088 - 1147                                           |
| WL4ü-37     |            | 22 (11)    | 12     | 1937       | Drehgestelle Görlitz III schwer, Schlafwagen 1./2. Klasse mit 11 Abteilen, Einzelbelegung für 1. Klasse, Doppelbelegung für 2. Klasse, Nummernreihe Mitropa 22 058 - 22 069 |
| WLC4ü-37    |            | 52 (39)    | 12     | 1937       | Drehgestelle Görlitz III schwer, Schlafwagen 3. Klasse mit 13 Abteilen und 52 Sitz- bzw. 39 Schlafplätzen, Nummernreihe Mitropa 39 001 - 39 012                             |

## Entwicklung nach 1945
Die geschweißten Serienwagen wurden von der Deutschen Bundesbahn in die Verwendungsgruppe 35 eingeordnet. Ein Speisewagen der deutschen DSG erhielt im Jahr 1966 sogar eine Klimaanlage.
Die in Österreich nach dem Kriegsende verbliebenen Wagen der Bauarten AB4üh und B4üh wurden, wie alle anderen Vorkriegs-Reichsbahnwagen auch, in den 1960er Jahren anlässlich einer Modernisierung mit UIC-Übersetzfenstern, Gummiwulstübergängen und neuen Polstersitzen aufgewertet.